# El Salitrillo, Guanajuato
El Salitrillo är en ort i Mexiko.   Den ligger i kommunen Pénjamo och delstaten Guanajuato, i den centrala delen av landet, 300 km väster om huvudstaden Mexico City. El Salitrillo ligger 1 687 meter över havet och antalet invånare är 489.
Terrängen runt El Salitrillo är platt åt sydväst, men åt nordost är den kuperad. Runt El Salitrillo är det ganska tätbefolkat, med 104 invånare per kvadratkilometer. Närmaste större samhälle är La Piedad Cavadas, 14,7 km sydväst om El Salitrillo. Omgivningarna runt El Salitrillo är en mosaik av jordbruksmark och naturlig växtlighet.